# Trirogma nigra
Trirogma nigra là một loài côn trùng cánh màng trong họ Ampulicidae, thuộc chi Trirogma. Loài này được Cameron miêu tả khoa học đầu tiên năm 1903.